# Schweizer Truppen in strassburgischen Diensten

Wappen der freien Reichsstadt Strassburg

Insgesamt acht Schweizer Truppen in strassburgischen Diensten unterstützten die freie Reichsstadt des Heiligen Römischen Reiches Deutscher Nation im Streit um das Bistum Strassburg und – vergeblich – gegen den Expansionsdrang des französischen Sonnenkönigs Ludwig XIV.
Schweizer Truppen in fremden Diensten hiess der von Behörden der Schweizer Eidgenossenschaft mit Staatsverträgen geregelte Solddienst von geführten, ganzen Truppenkörpern im Ausland.
Diese Verträge enthielten ein Kapitel, das die militärischen Angelegenheiten regelte: die sogenannte Kapitulation (oder Privatkapitulation, wenn einer der Vertragspartner ein privater Militärunternehmer war).

## Übersicht der Schweizer Truppen in strassburgischen Diensten
| Ammeistre Abraham Heldt 1568/ 1592 |                            |      |
| #str                               | Bezeichnung                | Jahr |
| 1                                  | Hilfskorps Strassburg 1592 | 1592 |

| Ammeistre Dominikus Dietrich 1660–1675 |                   |           |
| #str                                   | Bezeichnung       | Jahr      |
| 2                                      | Kompanie Simmler  | 1673–1679 |
| 3                                      | Kompanie Diesbach | 1673–1679 |

| Ammeistre Johannes Kaspar Bernegger 1675 |                    |           |
| #str                                     | Bezeichnung        | Jahr      |
| 4                                        | Kompanie Ziegler   | 1675–1679 |
| 5                                        | Kompanie Weiss     | 1675–1679 |
| 6                                        | Kompanie Erlach    | 1675–1679 |
| 7                                        | Kompanie Wattenwyl | 1675–1679 |
| 8                                        | Freikorps 1676     | 1676      |

Abraham Heldt
Dominikus Dietrich
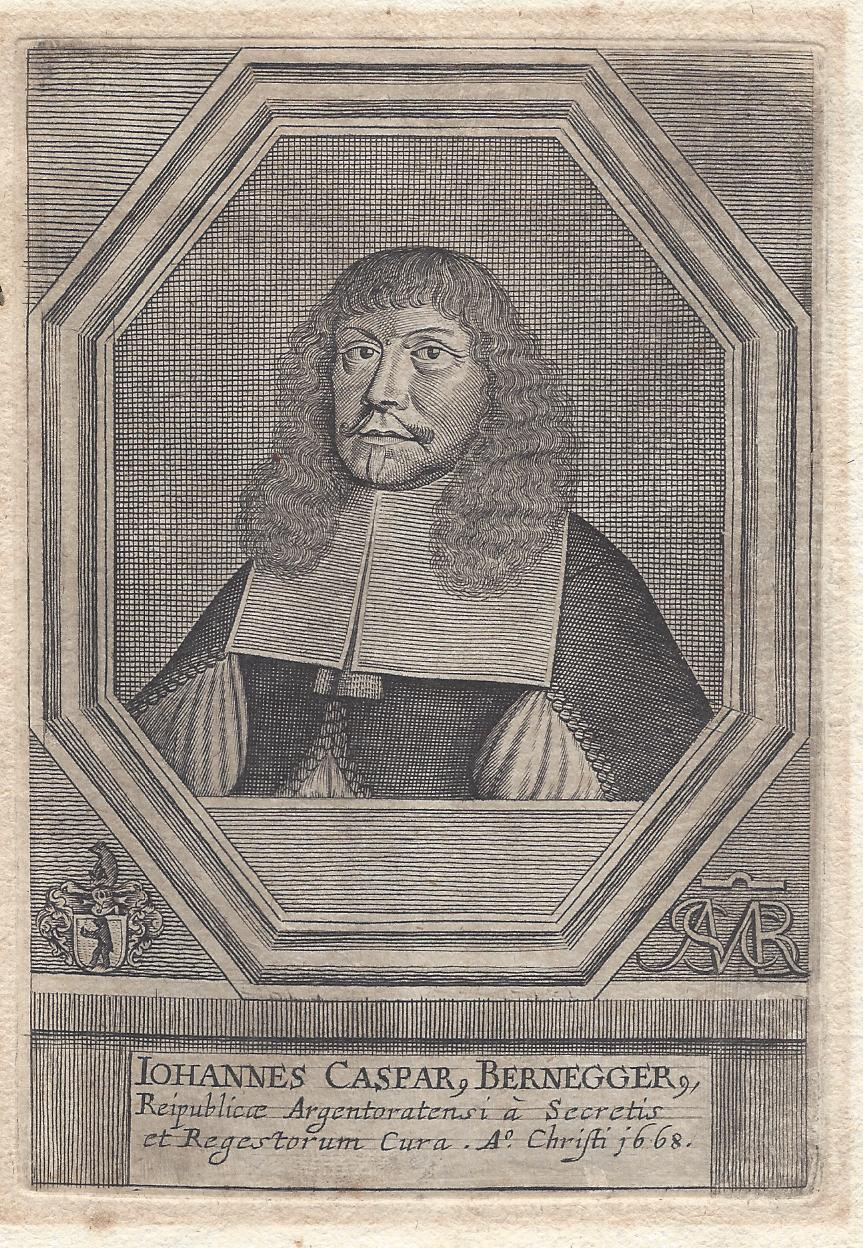
Johannes Kaspar Bernegger

## Die freie Reichsstadt Strassburg und die (protestantischen) Eidgenossen

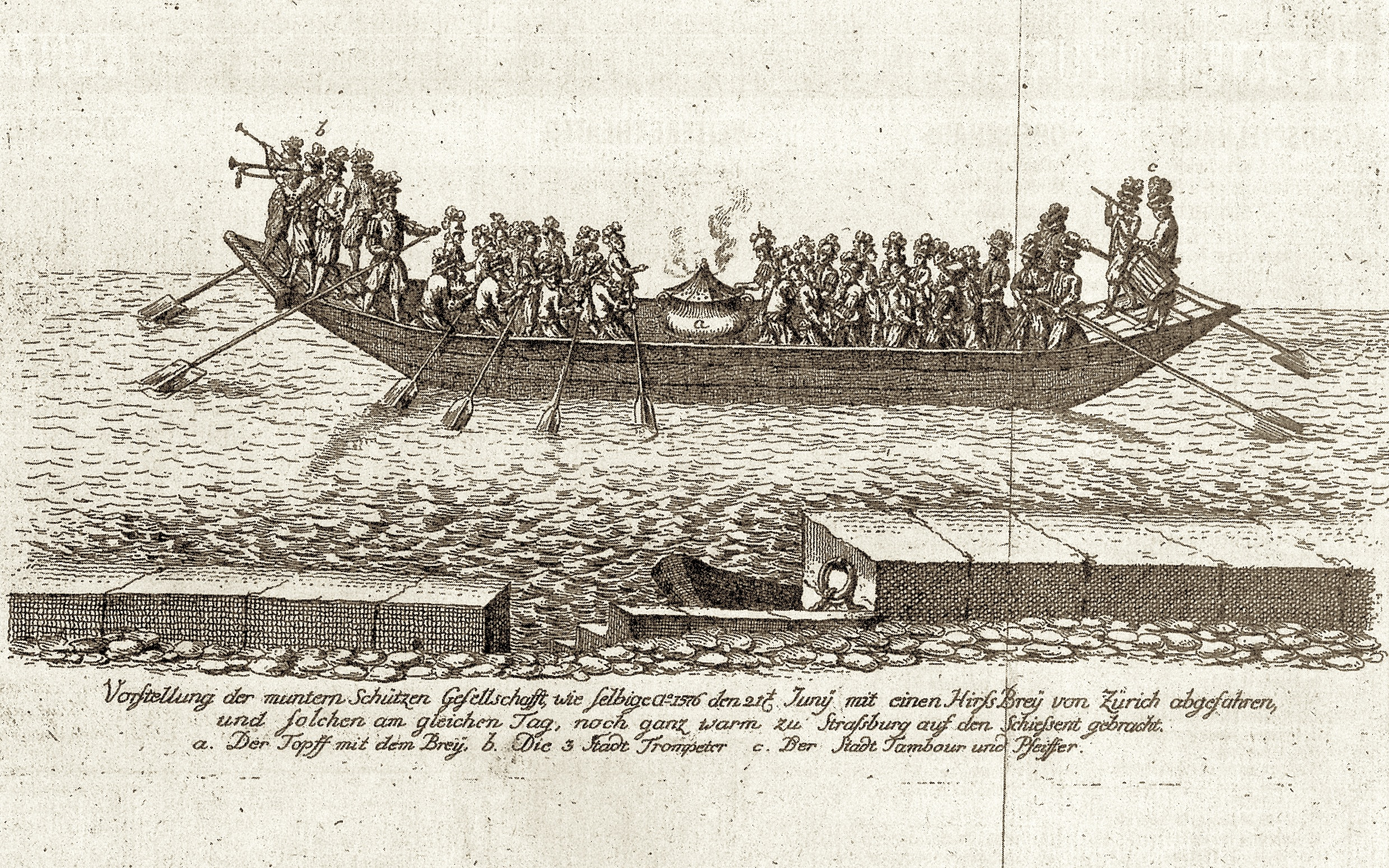
Hirsebreifahrt 1576

Die erste evangelische Predigt im Strassburger Münster wurde 1521 gehalten. Strassburg, Freie Reichsstadt im Heiligen Römischen Reich Deutscher Nation, führte die Reformation früh ein und setzt 1648 das Augsburger Interim 1548 nur widerwillig um.
Sie pflegte von alters  freundschaftliche Beziehungen mit den protestantischen Ständen der Eidgenossenschaft. Bekannt ist in diesem Zusammenhang die sogenannte Hirsebreifahrt 1574 der Zürcher. 1584 stellte Strassburg sogar ein formelles Beitrittsgesuch an die Eidgenossen. Die katholischen Orte, die Verstärkung des protestantischen Lagers fürchtend, wussten das Geschäft an der Tagsatzung jedoch so lange zu verschleppen, bis es abgeschrieben und Strassburg eine Absage erteilt werden musste.
Immerhin schlossen 1588 die beiden städtischen Stände Bern und Zürich ein Schutz- und Trutzbündnis mit Strassburg ab. Falls die Reichsstadt in einen Krieg verwickelt werden sollte, würden die beiden Eidgenossen zu Hilfe eilen.
1592 wurde diese bei einem Streit um das Bischofsamt benötigt und erbracht, allerdings ohne dass es zu Kampfhandlungen kam.
| Bezeichnung, Einsatzdauer         | (1str) Hilfskorps Strassburg 15921592 | (1str) Hilfskorps Strassburg 15921592 |
| Jahr, Vertragspartner             | 1588: Schutz- und Trutzbündnis der Freien Reichstadt Strassburg mit den beiden protestantischen eidgenössischen Ständen Bern und Zürich. Diese stellen nach Anforderung Hilfstruppen gegen Entschädigung von 5000 Gulden pro 1000 Mann und Monat zur Verfügung. | 1588: Schutz- und Trutzbündnis der Freien Reichstadt Strassburg mit den beiden protestantischen eidgenössischen Ständen Bern und Zürich. Diese stellen nach Anforderung Hilfstruppen gegen Entschädigung von 5000 Gulden pro 1000 Mann und Monat zur Verfügung. |
| Bestand, Formation                | je 5 Kompanien von 300 Mann aus Zürich und Bern, insgesamt 3000 Mann. | |
| Herkunft Kader, Truppe            | Aus Zürich und Bern. | |
| Besitzer, Kommandant, Namensgeber | - Zürich: Oberst Junker Jakob von Schönau und die Hauptleute Niklaus Waser, Hans Walder, Sixt Vogel und Leonhard Holzhalb; - Bern: k. A. | - Zürich: Oberst Junker Jakob von Schönau und die Hauptleute Niklaus Waser, Hans Walder, Sixt Vogel und Leonhard Holzhalb; - Bern: k. A. |
| Einsatz, Ereignisse               | Auszug auf Anforderung von Strassburg, das mit dem Erzbischof im Streit lag und vom Herzog von Lothringen bedroht war. Rückkehr, ohne dass es zu Kämpfen gekommen wäre.                                                                                         | Auszug auf Anforderung von Strassburg, das mit dem Erzbischof im Streit lag und vom Herzog von Lothringen bedroht war. Rückkehr, ohne dass es zu Kämpfen gekommen wäre.                                                                                         |

## Strassburg im Focus des Sonnenkönigs
Knapp ein Jahrhundert später, beim Ausbruch des Holländischen Krieges, verschärfte sich die Lage von Strassburg wieder. Frankreichs Sonnenkönig Ludwig XIV. hatte seit dem Westfälischen Frieden bereits weite Teile des Elsass im Besitz. Am Mittelrhein standen sich die bekanntesten Heerführer mit mächtigen Truppenverbänden gegenüber, die Deutschen unter Kurfürst Friedrich Wilhelm und Montecuccoli, die Franzosen unter Condé und Turenne. Die Lage Strassburgs war ungemütlich. Daran änderte sich auch nichts, dass es sich als neutral erklärte. 
Vorsorglich waren die Stadtbefestigungen erneuert und zur Verstärkung der Garnison die verbündeten Eidgenossen um militärische Hilfe angegangen worden, die ihnen auch gewährt wurde. Nach dem Ausbruch des Holländischen Krieges 1672 mobilisierten die verbündeten Eidgenossen, gemäss Strassburgs Anfrage, zuerst 300 in zwei und später nochmals 600 Mann in vier Kompanien, also insgesamt 900 Mann.
| Bezeichnung, Einsatzdauer         | (2str) Kompanie Simmler 1673–1679 | (2str) Kompanie Simmler 1673–1679 |
| Jahr, Vertragspartner             | 1588: Schutz- und Trutzbündnis der Freien Reichstadt Strassburg mit den beiden protestantischen eidgenössischen Ständen Bern und Zürich. Diese stellen nach Anforderung Hilfstruppen gegen Entschädigung von 5000 Gulden pro 1000 Mann und Monat zur Verfügung. | 1588: Schutz- und Trutzbündnis der Freien Reichstadt Strassburg mit den beiden protestantischen eidgenössischen Ständen Bern und Zürich. Diese stellen nach Anforderung Hilfstruppen gegen Entschädigung von 5000 Gulden pro 1000 Mann und Monat zur Verfügung. |
| Bestand, Formation                | Eine Kompanie von 150 Mann. | |
| Herkunft Kader, Truppe            | Aus der Eidgenossenschaft, frei geworben. | |
| Besitzer, Kommandant, Namensgeber | Johann Rudolf Simmler | Johann Rudolf Simmler |
| Einsatz, Ereignisse               | Die Kompanie Simmler war die am besten einexerzierte aller sechs. Sie war zusammen mit der Kompanie Lerber unter den Verteidigern der Kehlerschanze. Simmler als Kommandant der Garnisom Kehl konnte zusammen mit der strassburgischen Bürgerwehr den Verlust der Kehlerschanze an die Franzosen nicht verhindern. Er geriet sogar in Gefangenschaft. Immerhin gelang es den Schweizer Truppen zusammen mit den Kräften Strassburgs, die Eroberung der Stadt zu verhindern und sie zu halten. Nach dem Friedensschluss von Nimwegen wurden sie wieder entlassen. | Die Kompanie Simmler war die am besten einexerzierte aller sechs. Sie war zusammen mit der Kompanie Lerber unter den Verteidigern der Kehlerschanze. Simmler als Kommandant der Garnisom Kehl konnte zusammen mit der strassburgischen Bürgerwehr den Verlust der Kehlerschanze an die Franzosen nicht verhindern. Er geriet sogar in Gefangenschaft. Immerhin gelang es den Schweizer Truppen zusammen mit den Kräften Strassburgs, die Eroberung der Stadt zu verhindern und sie zu halten. Nach dem Friedensschluss von Nimwegen wurden sie wieder entlassen. |

| Bezeichnung, Einsatzdauer         | (3str) Kompanie Diesbach 1673–1679 | (3str) Kompanie Diesbach 1673–1679 | (3str) Kompanie Diesbach 1673–1679 | (3str) Kompanie Diesbach 1673–1679 | (3str) Kompanie Diesbach 1673–1679 | (3str) Kompanie Diesbach 1673–1679 | (3str) Kompanie Diesbach 1673–1679 | (3str) Kompanie Diesbach 1673–1679 | (3str) Kompanie Diesbach 1673–1679 | (3str) Kompanie Diesbach 1673–1679 | (3str) Kompanie Diesbach 1673–1679 | (3str) Kompanie Diesbach 1673–1679 | (3str) Kompanie Diesbach 1673–1679 | (3str) Kompanie Diesbach 1673–1679 | (3str) Kompanie Diesbach 1673–1679 | (3str) Kompanie Diesbach 1673–1679 | (3str) Kompanie Diesbach 1673–1679 | (3str) Kompanie Diesbach 1673–1679 | (3str) Kompanie Diesbach 1673–1679 | (3str) Kompanie Diesbach 1673–1679 | (3str) Kompanie Diesbach 1673–1679 | (3str) Kompanie Diesbach 1673–1679 | (3str) Kompanie Diesbach 1673–1679 |
| Jahr, Vertragspartner             | 1588: Schutz- und Trutzbündnis der Freien Reichstadt Strassburg mit den beiden protestantischen eidgenössischen Ständen Bern und Zürich. Diese stellen nach Anforderung Hilfstruppen gegen Entschädigung von 5000 Gulden pro 1000 Mann und Monat zur Verfügung.                                          | 1588: Schutz- und Trutzbündnis der Freien Reichstadt Strassburg mit den beiden protestantischen eidgenössischen Ständen Bern und Zürich. Diese stellen nach Anforderung Hilfstruppen gegen Entschädigung von 5000 Gulden pro 1000 Mann und Monat zur Verfügung.                                          |                                    |                                    |                                    |                                    |                                    |                                    |                                    |                                    |                                    |                                    |                                    |                                    |                                    |                                    |                                    |                                    |                                    |                                    |                                    |                                    |                                    |
| Bestand, Formation                | Eine Kompanie von 150 Mann. | |                                    |                                    |                                    |                                    |                                    |                                    |                                    |                                    |                                    |                                    |                                    |                                    |                                    |                                    |                                    |                                    |                                    |                                    |                                    |                                    |                                    |
| Herkunft Kader, Truppe            | Aus der Eidgenossenschaft, frei geworben. | |                                    |                                    |                                    |                                    |                                    |                                    |                                    |                                    |                                    |                                    |                                    |                                    |                                    |                                    |                                    |                                    |                                    |                                    |                                    |                                    |                                    |
| Besitzer, Kommandant, Namensgeber | Imbert von Diesbach, später: Viktor von Büren, von Bern | Imbert von Diesbach, später: Viktor von Büren, von Bern |                                    |                                    |                                    |                                    |                                    |                                    |                                    |                                    |                                    |                                    |                                    |                                    |                                    |                                    |                                    |                                    |                                    |                                    |                                    |                                    |                                    |
| Einsatz, Ereignisse               | Die Schweizer Truppen konnten zusammen mit den Strassburger Einheiten zwar den Verlust der Kontrolle über die Rheinbrücke an die französische Kriegspartei nicht verhindern, jedoch den Besitz der Stadt Strassburg selber behaupten. Nach dem Friedensschluss von Nimwegen wurden sie wieder entlassen. | Die Schweizer Truppen konnten zusammen mit den Strassburger Einheiten zwar den Verlust der Kontrolle über die Rheinbrücke an die französische Kriegspartei nicht verhindern, jedoch den Besitz der Stadt Strassburg selber behaupten. Nach dem Friedensschluss von Nimwegen wurden sie wieder entlassen. |                                    |                                    |                                    |                                    |                                    |                                    |                                    |                                    |                                    |                                    |                                    |                                    |                                    |                                    |                                    |                                    |                                    |                                    |                                    |                                    |                                    |

## Frankreich besetzt den Rheinübergang bei Kehl
Kurz nach Kriegsbeginn ging die Brücke bei Kehl über den Rhein in Flammen auf und wurde von der Stadtregierung durch eine Schwimmbrücke ersetzt. Strassburg befand sich im Dilemma zwischen seiner traditionellen Ausrichtung auf das Kaiserreich und der französischen Drohkulisse. Es liess, im Gegensatz zu seiner Neutralitätserklärung, ab und an der deutschen Seite die Passage über den Rhein zu. Das liess sich die französische Kriegspartei nicht bieten.
1678 überrannte sie die 800 Mann, die die Kehlerschanze verteidigten trotz heftigster Gegenwehr und eroberte diesen Teil der Stadtbefestigung, der den Rheinübergang kontrollierte und noch zwei weitere Schanzen, eine auf einer Insel und die andere auf der linken Rheinseite. Kehl wurde geplündert und in Brand gesetzt, Strassburg selber aber nicht mit Nachdruck angegriffen. Der Flussübergang über den Rhein  war nun in französischem Besitz.
| Bezeichnung, Einsatzdauer         | (4str) Kompanie Ziegler 1675–1679 | (4str) Kompanie Ziegler 1675–1679 | (4str) Kompanie Ziegler 1675–1679 | (4str) Kompanie Ziegler 1675–1679 | (4str) Kompanie Ziegler 1675–1679 | (4str) Kompanie Ziegler 1675–1679 | (4str) Kompanie Ziegler 1675–1679 | (4str) Kompanie Ziegler 1675–1679 | (4str) Kompanie Ziegler 1675–1679 | (4str) Kompanie Ziegler 1675–1679 | (4str) Kompanie Ziegler 1675–1679 | (4str) Kompanie Ziegler 1675–1679 | (4str) Kompanie Ziegler 1675–1679 | (4str) Kompanie Ziegler 1675–1679 | (4str) Kompanie Ziegler 1675–1679 | (4str) Kompanie Ziegler 1675–1679 | (4str) Kompanie Ziegler 1675–1679 | (4str) Kompanie Ziegler 1675–1679 | (4str) Kompanie Ziegler 1675–1679 | (4str) Kompanie Ziegler 1675–1679 | (4str) Kompanie Ziegler 1675–1679 | (4str) Kompanie Ziegler 1675–1679 | (4str) Kompanie Ziegler 1675–1679 |
| Jahr, Vertragspartner             | 1588: Schutz- und Trutzbündnis der Freien Reichstadt Strassburg mit den beiden protestantischen eidgenössischen Ständen Bern und Zürich. Diese stellen nach Anforderung Hilfstruppen gegen Entschädigung von 5000 Gulden pro 1000 Mann und Monat zur Verfügung.                                               | 1588: Schutz- und Trutzbündnis der Freien Reichstadt Strassburg mit den beiden protestantischen eidgenössischen Ständen Bern und Zürich. Diese stellen nach Anforderung Hilfstruppen gegen Entschädigung von 5000 Gulden pro 1000 Mann und Monat zur Verfügung.                                               |                                   |                                   |                                   |                                   |                                   |                                   |                                   |                                   |                                   |                                   |                                   |                                   |                                   |                                   |                                   |                                   |                                   |                                   |                                   |                                   |                                   |
| Bestand, Formation                | Eine Kompanie von 150 Mann. | |                                   |                                   |                                   |                                   |                                   |                                   |                                   |                                   |                                   |                                   |                                   |                                   |                                   |                                   |                                   |                                   |                                   |                                   |                                   |                                   |                                   |
| Herkunft Kader, Truppe            | Aus der Eidgenossenschaft, frei geworben. | |                                   |                                   |                                   |                                   |                                   |                                   |                                   |                                   |                                   |                                   |                                   |                                   |                                   |                                   |                                   |                                   |                                   |                                   |                                   |                                   |                                   |
| Besitzer, Kommandant, Namensgeber | Salomon Ziegler aus Zürich. | Salomon Ziegler aus Zürich. |                                   |                                   |                                   |                                   |                                   |                                   |                                   |                                   |                                   |                                   |                                   |                                   |                                   |                                   |                                   |                                   |                                   |                                   |                                   |                                   |                                   |
| Einsatz, Ereignisse               | Die Schweizer Truppen konnten zusammen mit den Strassburger Einheiten zwar den Verlust der Kontrolle über die Rheinbrücke an die französische Kriegspartei nicht verhindern, jedoch den Besitz der Stadt Strassburg selber behaupten. Nach dem Friedensschluss von Nimwegen wurden sie 1679 wieder entlassen. | Die Schweizer Truppen konnten zusammen mit den Strassburger Einheiten zwar den Verlust der Kontrolle über die Rheinbrücke an die französische Kriegspartei nicht verhindern, jedoch den Besitz der Stadt Strassburg selber behaupten. Nach dem Friedensschluss von Nimwegen wurden sie 1679 wieder entlassen. |                                   |                                   |                                   |                                   |                                   |                                   |                                   |                                   |                                   |                                   |                                   |                                   |                                   |                                   |                                   |                                   |                                   |                                   |                                   |                                   |                                   |

| Bezeichnung, Einsatzdauer         | (5str) Kompanie Meiss 1675–1679 | (5str) Kompanie Meiss 1675–1679 | (5str) Kompanie Meiss 1675–1679 | (5str) Kompanie Meiss 1675–1679 | (5str) Kompanie Meiss 1675–1679 | (5str) Kompanie Meiss 1675–1679 | (5str) Kompanie Meiss 1675–1679 | (5str) Kompanie Meiss 1675–1679 | (5str) Kompanie Meiss 1675–1679 | (5str) Kompanie Meiss 1675–1679 | (5str) Kompanie Meiss 1675–1679 | (5str) Kompanie Meiss 1675–1679 | (5str) Kompanie Meiss 1675–1679 | (5str) Kompanie Meiss 1675–1679 | (5str) Kompanie Meiss 1675–1679 | (5str) Kompanie Meiss 1675–1679 | (5str) Kompanie Meiss 1675–1679 | (5str) Kompanie Meiss 1675–1679 | (5str) Kompanie Meiss 1675–1679 | (5str) Kompanie Meiss 1675–1679 | (5str) Kompanie Meiss 1675–1679 | (5str) Kompanie Meiss 1675–1679 | (5str) Kompanie Meiss 1675–1679 |
| Jahr, Vertragspartner             | 1588: Schutz- und Trutzbündnis der Freien Reichstadt Strassburg mit den beiden protestantischen eidgenössischen Ständen Bern und Zürich. Diese stellen nach Anforderung Hilfstruppen gegen Entschädigung von 5000 Gulden pro 1000 Mann und Monat zur Verfügung.                                               | 1588: Schutz- und Trutzbündnis der Freien Reichstadt Strassburg mit den beiden protestantischen eidgenössischen Ständen Bern und Zürich. Diese stellen nach Anforderung Hilfstruppen gegen Entschädigung von 5000 Gulden pro 1000 Mann und Monat zur Verfügung.                                               |                                 |                                 |                                 |                                 |                                 |                                 |                                 |                                 |                                 |                                 |                                 |                                 |                                 |                                 |                                 |                                 |                                 |                                 |                                 |                                 |                                 |
| Bestand, Formation                | Eine Kompanie von 150 Mann. | |                                 |                                 |                                 |                                 |                                 |                                 |                                 |                                 |                                 |                                 |                                 |                                 |                                 |                                 |                                 |                                 |                                 |                                 |                                 |                                 |                                 |
| Herkunft Kader, Truppe            | Aus der Eidgenossenschaft, frei geworben. | |                                 |                                 |                                 |                                 |                                 |                                 |                                 |                                 |                                 |                                 |                                 |                                 |                                 |                                 |                                 |                                 |                                 |                                 |                                 |                                 |                                 |
| Besitzer, Kommandant, Namensgeber | Heinrich von Meiss aus Zürich. | Heinrich von Meiss aus Zürich. |                                 |                                 |                                 |                                 |                                 |                                 |                                 |                                 |                                 |                                 |                                 |                                 |                                 |                                 |                                 |                                 |                                 |                                 |                                 |                                 |                                 |
| Einsatz, Ereignisse               | Die Schweizer Truppen konnten zusammen mit den Strassburger Einheiten zwar den Verlust der Kontrolle über die Rheinbrücke an die französische Kriegspartei nicht verhindern, jedoch den Besitz der Stadt Strassburg selber behaupten. Nach dem Friedensschluss von Nimwegen wurden sie 1679 wieder entlassen. | Die Schweizer Truppen konnten zusammen mit den Strassburger Einheiten zwar den Verlust der Kontrolle über die Rheinbrücke an die französische Kriegspartei nicht verhindern, jedoch den Besitz der Stadt Strassburg selber behaupten. Nach dem Friedensschluss von Nimwegen wurden sie 1679 wieder entlassen. |                                 |                                 |                                 |                                 |                                 |                                 |                                 |                                 |                                 |                                 |                                 |                                 |                                 |                                 |                                 |                                 |                                 |                                 |                                 |                                 |                                 |

| Bezeichnung, Einsatzdauer         | (6str) Kompanie Erlach 1675–1679 | (6str) Kompanie Erlach 1675–1679 | (6str) Kompanie Erlach 1675–1679 | (6str) Kompanie Erlach 1675–1679 | (6str) Kompanie Erlach 1675–1679 | (6str) Kompanie Erlach 1675–1679 | (6str) Kompanie Erlach 1675–1679 | (6str) Kompanie Erlach 1675–1679 | (6str) Kompanie Erlach 1675–1679 | (6str) Kompanie Erlach 1675–1679 | (6str) Kompanie Erlach 1675–1679 | (6str) Kompanie Erlach 1675–1679 | (6str) Kompanie Erlach 1675–1679 | (6str) Kompanie Erlach 1675–1679 | (6str) Kompanie Erlach 1675–1679 | (6str) Kompanie Erlach 1675–1679 | (6str) Kompanie Erlach 1675–1679 | (6str) Kompanie Erlach 1675–1679 | (6str) Kompanie Erlach 1675–1679 | (6str) Kompanie Erlach 1675–1679 | (6str) Kompanie Erlach 1675–1679 | (6str) Kompanie Erlach 1675–1679 | (6str) Kompanie Erlach 1675–1679 |
| Jahr, Vertragspartner             | 1588: Schutz- und Trutzbündnis der Freien Reichstadt Strassburg mit den beiden protestantischen eidgenössischen Ständen Bern und Zürich. Diese stellen nach Anforderung Hilfstruppen gegen Entschädigung von 5000 Gulden pro 1000 Mann und Monat zur Verfügung. | 1588: Schutz- und Trutzbündnis der Freien Reichstadt Strassburg mit den beiden protestantischen eidgenössischen Ständen Bern und Zürich. Diese stellen nach Anforderung Hilfstruppen gegen Entschädigung von 5000 Gulden pro 1000 Mann und Monat zur Verfügung. |                                  |                                  |                                  |                                  |                                  |                                  |                                  |                                  |                                  |                                  |                                  |                                  |                                  |                                  |                                  |                                  |                                  |                                  |                                  |                                  |                                  |
| Bestand, Formation                | Eine Kompanie von 150 Mann. | |                                  |                                  |                                  |                                  |                                  |                                  |                                  |                                  |                                  |                                  |                                  |                                  |                                  |                                  |                                  |                                  |                                  |                                  |                                  |                                  |                                  |
| Herkunft Kader, Truppe            | Aus der Eidgenossenschaft, frei geworben. | |                                  |                                  |                                  |                                  |                                  |                                  |                                  |                                  |                                  |                                  |                                  |                                  |                                  |                                  |                                  |                                  |                                  |                                  |                                  |                                  |                                  |
| Besitzer, Kommandant, Namensgeber | Hans Rudolf von Erlach aus Bern, später: Daniel Lerber, aus Bern | Hans Rudolf von Erlach aus Bern, später: Daniel Lerber, aus Bern |                                  |                                  |                                  |                                  |                                  |                                  |                                  |                                  |                                  |                                  |                                  |                                  |                                  |                                  |                                  |                                  |                                  |                                  |                                  |                                  |                                  |
| Einsatz, Ereignisse               | Die Kompanie Lerber befand sich unter den Verteidigern der Kehlerschanze. Beim Angriff der Franzosen wurde Hauptmann von Erlach tödlich verwundet und sein Leutnant von Landenberg getötet. Die Schweizer Truppen konnten zusammen mit den Strassburger Einheiten zwar den Verlust der Kontrolle über die Rheinbrücke an die französische Kriegspartei nicht verhindern, jedoch den Besitz der Stadt Strassburg selber behaupten. Nach dem Friedensschluss von Nimwegen wurden sie 1679 wieder entlassen. | Die Kompanie Lerber befand sich unter den Verteidigern der Kehlerschanze. Beim Angriff der Franzosen wurde Hauptmann von Erlach tödlich verwundet und sein Leutnant von Landenberg getötet. Die Schweizer Truppen konnten zusammen mit den Strassburger Einheiten zwar den Verlust der Kontrolle über die Rheinbrücke an die französische Kriegspartei nicht verhindern, jedoch den Besitz der Stadt Strassburg selber behaupten. Nach dem Friedensschluss von Nimwegen wurden sie 1679 wieder entlassen. |                                  |                                  |                                  |                                  |                                  |                                  |                                  |                                  |                                  |                                  |                                  |                                  |                                  |                                  |                                  |                                  |                                  |                                  |                                  |                                  |                                  |

| Bezeichnung, Einsatzdauer         | (7str) Kompanie Wattenwyl 1675–1679 | (7str) Kompanie Wattenwyl 1675–1679 | (7str) Kompanie Wattenwyl 1675–1679 | (7str) Kompanie Wattenwyl 1675–1679 | (7str) Kompanie Wattenwyl 1675–1679 | (7str) Kompanie Wattenwyl 1675–1679 | (7str) Kompanie Wattenwyl 1675–1679 | (7str) Kompanie Wattenwyl 1675–1679 | (7str) Kompanie Wattenwyl 1675–1679 | (7str) Kompanie Wattenwyl 1675–1679 | (7str) Kompanie Wattenwyl 1675–1679 | (7str) Kompanie Wattenwyl 1675–1679 | (7str) Kompanie Wattenwyl 1675–1679 | (7str) Kompanie Wattenwyl 1675–1679 | (7str) Kompanie Wattenwyl 1675–1679 | (7str) Kompanie Wattenwyl 1675–1679 | (7str) Kompanie Wattenwyl 1675–1679 | (7str) Kompanie Wattenwyl 1675–1679 | (7str) Kompanie Wattenwyl 1675–1679 | (7str) Kompanie Wattenwyl 1675–1679 | (7str) Kompanie Wattenwyl 1675–1679 | (7str) Kompanie Wattenwyl 1675–1679 | (7str) Kompanie Wattenwyl 1675–1679 |
| Jahr, Vertragspartner             | 1588: Schutz- und Trutzbündnis der Freien Reichstadt Strassburg mit den beiden protestantischen eidgenössischen Ständen Bern und Zürich. Diese stellen nach Anforderung Hilfstruppen gegen Entschädigung von 5000 Gulden pro 1000 Mann und Monat zur Verfügung.                                               | 1588: Schutz- und Trutzbündnis der Freien Reichstadt Strassburg mit den beiden protestantischen eidgenössischen Ständen Bern und Zürich. Diese stellen nach Anforderung Hilfstruppen gegen Entschädigung von 5000 Gulden pro 1000 Mann und Monat zur Verfügung.                                               |                                     |                                     |                                     |                                     |                                     |                                     |                                     |                                     |                                     |                                     |                                     |                                     |                                     |                                     |                                     |                                     |                                     |                                     |                                     |                                     |                                     |
| Bestand, Formation                | Eine Kompanie von 150 Mann. | |                                     |                                     |                                     |                                     |                                     |                                     |                                     |                                     |                                     |                                     |                                     |                                     |                                     |                                     |                                     |                                     |                                     |                                     |                                     |                                     |                                     |
| Herkunft Kader, Truppe            | Aus der Eidgenossenschaft, frei geworben. | |                                     |                                     |                                     |                                     |                                     |                                     |                                     |                                     |                                     |                                     |                                     |                                     |                                     |                                     |                                     |                                     |                                     |                                     |                                     |                                     |                                     |
| Besitzer, Kommandant, Namensgeber | Ludwig von Wattenwyl aus Bern. | Ludwig von Wattenwyl aus Bern. |                                     |                                     |                                     |                                     |                                     |                                     |                                     |                                     |                                     |                                     |                                     |                                     |                                     |                                     |                                     |                                     |                                     |                                     |                                     |                                     |                                     |
| Einsatz, Ereignisse               | Die Schweizer Truppen konnten zusammen mit den Strassburger Einheiten zwar den Verlust der Kontrolle über die Rheinbrücke an die französische Kriegspartei nicht verhindern, jedoch den Besitz der Stadt Strassburg selber behaupten. Nach dem Friedensschluss von Nimwegen wurden sie 1679 wieder entlassen. | Die Schweizer Truppen konnten zusammen mit den Strassburger Einheiten zwar den Verlust der Kontrolle über die Rheinbrücke an die französische Kriegspartei nicht verhindern, jedoch den Besitz der Stadt Strassburg selber behaupten. Nach dem Friedensschluss von Nimwegen wurden sie 1679 wieder entlassen. |                                     |                                     |                                     |                                     |                                     |                                     |                                     |                                     |                                     |                                     |                                     |                                     |                                     |                                     |                                     |                                     |                                     |                                     |                                     |                                     |                                     |

| Bezeichnung, Einsatzdauer         | (8str) Freikorps 1676 1676 | (8str) Freikorps 1676 1676 | (8str) Freikorps 1676 1676 | (8str) Freikorps 1676 1676 | (8str) Freikorps 1676 1676 | (8str) Freikorps 1676 1676 | (8str) Freikorps 1676 1676 | (8str) Freikorps 1676 1676 | (8str) Freikorps 1676 1676 | (8str) Freikorps 1676 1676 | (8str) Freikorps 1676 1676 | (8str) Freikorps 1676 1676 | (8str) Freikorps 1676 1676 | (8str) Freikorps 1676 1676 | (8str) Freikorps 1676 1676 | (8str) Freikorps 1676 1676 | (8str) Freikorps 1676 1676 | (8str) Freikorps 1676 1676 | (8str) Freikorps 1676 1676 | (8str) Freikorps 1676 1676 | (8str) Freikorps 1676 1676 | (8str) Freikorps 1676 1676 | (8str) Freikorps 1676 1676 |
| Jahr, Vertragspartner             | 1588: Schutz- und Trutzbündnis der Freien Reichstadt Strassburg mit den beiden protestantischen eidgenössischen Ständen Bern und Zürich. Diese stellen nach Anforderung Hilfstruppen gegen Entschädigung von 5000 Gulden pro 1000 Mann und Monat zur Verfügung. | 1588: Schutz- und Trutzbündnis der Freien Reichstadt Strassburg mit den beiden protestantischen eidgenössischen Ständen Bern und Zürich. Diese stellen nach Anforderung Hilfstruppen gegen Entschädigung von 5000 Gulden pro 1000 Mann und Monat zur Verfügung. |                            |                            |                            |                            |                            |                            |                            |                            |                            |                            |                            |                            |                            |                            |                            |                            |                            |                            |                            |                            |                            |
| Bestand, Formation                | Ein eidgenössisches Freikorps: Gesamtbestand k. A., darunter aus Zürich 2 Freikompanien von je 200 Mann. | |                            |                            |                            |                            |                            |                            |                            |                            |                            |                            |                            |                            |                            |                            |                            |                            |                            |                            |                            |                            |                            |
| Herkunft Kader, Truppe            | Aus der Eidgenossenschaft, frei geworben. | |                            |                            |                            |                            |                            |                            |                            |                            |                            |                            |                            |                            |                            |                            |                            |                            |                            |                            |                            |                            |                            |
| Besitzer, Kommandant, Namensgeber | - Allgemein: k. A. - Zürich: die Hauptleute Junker Hartmann Escher und Kaspar Schmid. | - Allgemein: k. A. - Zürich: die Hauptleute Junker Hartmann Escher und Kaspar Schmid. |                            |                            |                            |                            |                            |                            |                            |                            |                            |                            |                            |                            |                            |                            |                            |                            |                            |                            |                            |                            |                            |
| Einsatz, Ereignisse               | Als sich wiederum deutsche und französische Truppen der Grenze bei Basel näherten, wurde die Besatzung von Strassburg verstärkt. Noch im selben Jahr wurde das Freikorps wieder abgedankt.                                                                      | Als sich wiederum deutsche und französische Truppen der Grenze bei Basel näherten, wurde die Besatzung von Strassburg verstärkt. Noch im selben Jahr wurde das Freikorps wieder abgedankt.                                                                      |                            |                            |                            |                            |                            |                            |                            |                            |                            |                            |                            |                            |                            |                            |                            |                            |                            |                            |                            |                            |                            |

## Frankreich nimmt die Stadt Strassburg in Besitz
Drei Jahre später holte Ludwig XIV. das Aufgeschobene nach: mitten im Frieden überrumpelte er 1681 Strassburg, liess die Stadt der Kaufleute durch Louvois (kampflos) besetzen, übergab das Strassburger Münster wieder dem Bistum Strassburg, verwandelte die freie Reichsstadt in französisches Territorium und beauftragte Vauban mit dem Ausbau seiner Zitadelle und Befestigungen.

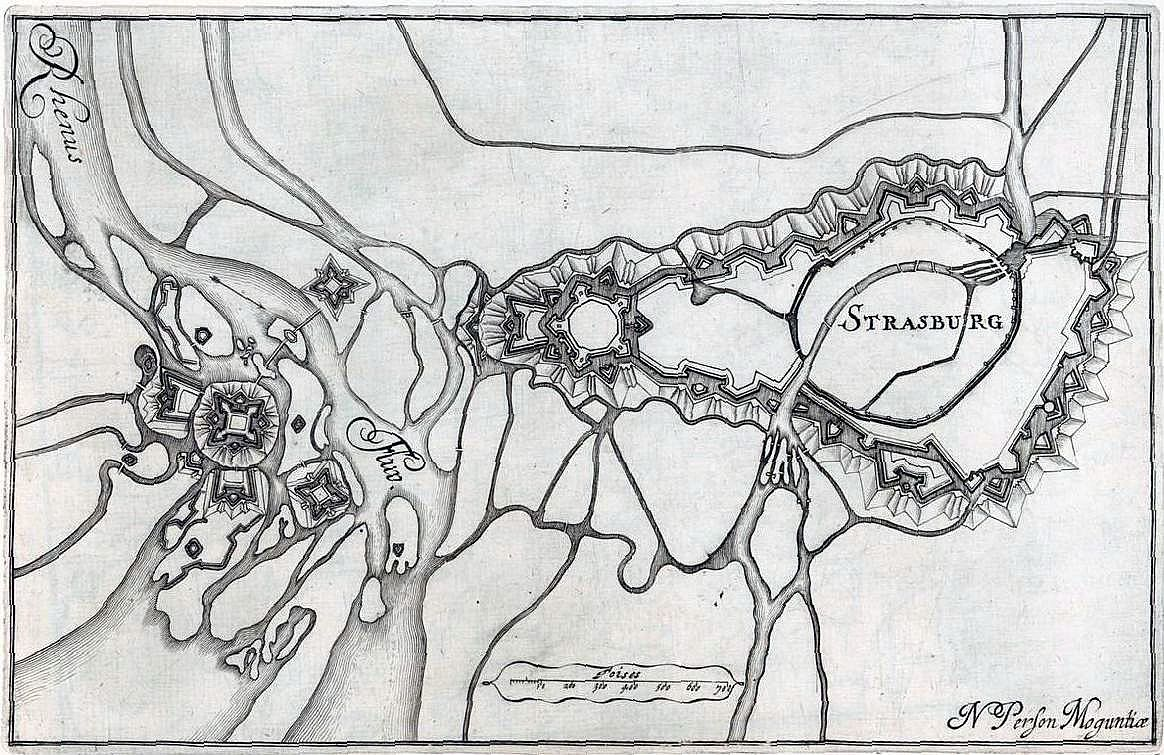
Festung Strassburg 1692